# Championnat d'Espagne de football 1973-1974
Navigation
Championnat d'Espagne 1972-73 Championnat d'Espagne 1974-75
Le championnat d'Espagne de football 1973-1974 est la 43e édition de ce championnat. Elle est remportée par le CF Barcelone. Organisée par la Fédération espagnole de football, elle se dispute du 1er septembre 1973 au 20 mai 1974.
Le club barcelonais l'emporte avec huit points d'avance sur le deuxième, l'Atlético Madrid, tenant du titre, et dix points sur le troisième, le Real Saragosse. C'est le neuvième titre des « Blaugranas » en championnat, le premier depuis quatorze ans.
Le système de promotion/relégation ne change pas : descente et montée automatique pour les trois derniers de division 1 et les trois premiers de division 2. En fin de saison, le CD Castellón, le Racing Santander et le Real Oviedo, sont relégués en deuxième division. Ils sont remplacés la saison suivante par le Real Betis Balompié, l'Hércules Alicante et l'UD Salamanca.
L'Espagnol Quini, du Real Gijón, termine meilleur buteur du championnat avec 20 réalisations.

## Règlement de la compétition
Le championnat de Primera División est organisé par la Fédération espagnole de football, il se déroule du 1er septembre 1973 au 20 mai 1974.
Il se dispute en une poule unique de 18 équipes qui s'affrontent à deux reprises, une fois à domicile et une fois à l'extérieur. L'ordre des matchs est déterminé par un tirage au sort avant le début de la compétition.
Le classement final est établi en fonction des points gagnés par chaque équipe lors de chaque rencontre : deux points pour une victoire, un pour un match nul et aucun en cas de défaite. En cas d'égalité de points entre deux ou plusieurs de clubs en fin de championnat, le classement se fait à la différence de buts particulière puis générale si nécessaire. L'équipe possédant le plus de points à la fin de la compétition est proclamée championne. En fin de saison, les trois derniers du championnat sont relégués en Segunda División et remplacés par les trois premiers de ce championnat.

## Équipes participantes
Cette saison de championnat se dispute à 18 équipes.
| \| A. Bilbao Atlético Madrid CF Barcelone Real Madrid Valence CF UD Las Palmas Real Sociedad Grenade CF Celta Vigo Espanyol CD Málaga Real Gijón Real Saragosse Real Oviedo CD Castellón Elche CF Real Murcie Racing Santander \| Localisation des clubs engagés dans le championnat. |
| A. Bilbao Atlético Madrid CF Barcelone Real Madrid Valence CF UD Las Palmas Real Sociedad Grenade CF Celta Vigo Espanyol CD Málaga Real Gijón Real Saragosse Real Oviedo CD Castellón Elche CF Real Murcie Racing Santander                                                           |

| Clubs                    | Ville                      | Stade                   |
| ------------------------ | -------------------------- | ----------------------- |
| Atlético Bilbao          | Bilbao                     | San Mamés               |
| Atlético Madrid          | Madrid                     | Manzanares              |
| CF Barcelone             | Barcelone                  | Camp Nou                |
| Club Deportivo Castellón | Castellón de la Plana      | Castàlia                |
| Celta Vigo               | Vigo                       | Balaidos                |
| Elche CF                 | Elche                      | Altabix (es)            |
| Espanyol Barcelone       | Barcelone                  | Sarriá                  |
| Real Sporting de Gijón   | Gijón                      | El Molinón              |
| Grenade CF               | Grenade                    | Los Cármenes            |
| UD Las Palmas            | Las Palmas de Gran Canaria | Insular                 |
| Real Madrid              | Madrid                     | Santiago Bernabéu       |
| CD Málaga                | Malaga                     | La Rosaleda             |
| Real Murcie              | Murcie                     | Estadio de La Condomina |
| Real Oviedo              | Oviedo                     | Carlos-Tartiere         |
| Racing Santander         | Santander                  | El Sardinero            |
| Real Saragosse           | Saragosse                  | La Romareda             |
| Real Sociedad            | Saint-Sébastien            | Atocha                  |
| Valence CF               | Valence                    | Mestalla                |

## Classement
| Rang | Équipe             | Pts | J  | G  | N  | P  | Bp | Bc | Diff |
| ---- | ------------------ | --- | -- | -- | -- | -- | -- | -- | ---- |
| 1    | CF Barcelone       | 50  | 34 | 21 | 8  | 5  | 75 | 24 | +51  |
| 2    | Atlético Madrid T  | 42  | 34 | 18 | 6  | 10 | 50 | 31 | +19  |
| 3    | Real Saragosse     | 40  | 34 | 16 | 8  | 10 | 51 | 38 | +13  |
| 4    | Real Sociedad      | 39  | 34 | 16 | 7  | 11 | 46 | 45 | +1   |
| 5    | Atlético Bilbao    | 37  | 34 | 15 | 7  | 12 | 35 | 31 | +4   |
| 6    | Grenade CF         | 36  | 34 | 12 | 12 | 10 | 34 | 35 | -1   |
| 7    | CD Málaga          | 36  | 34 | 12 | 12 | 10 | 31 | 32 | -1   |
| 8    | Real Madrid C      | 34  | 34 | 13 | 8  | 13 | 48 | 38 | +10  |
| 9    | Espanyol Barcelone | 34  | 34 | 13 | 8  | 13 | 34 | 38 | -4   |
| 10   | Valence CF         | 33  | 34 | 13 | 7  | 14 | 41 | 33 | +8   |
| 11   | UD Las Palmas      | 33  | 34 | 14 | 5  | 15 | 28 | 35 | -7   |
| 12   | Celta Vigo         | 30  | 34 | 12 | 6  | 16 | 43 | 49 | -6   |
| 13   | Real Gijón         | 30  | 34 | 13 | 4  | 17 | 49 | 59 | -10  |
| 14   | Elche CF P         | 29  | 34 | 11 | 7  | 16 | 25 | 33 | -8   |
| 15   | Real Murcie P      | 29  | 34 | 10 | 9  | 15 | 27 | 37 | -10  |
| 16   | CD Castellón       | 29  | 34 | 9  | 11 | 14 | 28 | 46 | -18  |
| 17   | Racing Santander P | 27  | 34 | 8  | 11 | 15 | 36 | 54 | -18  |
| 18   | Real Oviedo        | 24  | 34 | 9  | 6  | 19 | 29 | 52 | -23  |

- Champion, qualification pour la Coupe des clubs champions 1974-1975 en tant que champion
- Qualification pour la Coupe des vainqueurs de coupe de football 1974-1975 en tant que vainqueur de la Coupe d'Espagne
- Qualification pour la Coupe UEFA 1974-1975
- Relégation en Segunda División

## Bilan de la saison
| Championnat d'Espagne de football 1973-1974 |                         |
| Champion                                    | CF Barcelone (9e titre) |
| Dauphin                                     | Atlético Madrid         |
| Coupes et trophées                          |                         |
| Vainqueur de la Coupe d'Espagne 1973-1974   | Real Madrid             |
| Promotions et relégations                   |                         |
| Promus en Primera División                  | Real Betis Balompié     |
| Promus en Primera División                  | Hércules Alicante       |
| Promus en Primera División                  | UD Salamanca            |
| Relégués en Segunda División                | CD Castellón            |
| Relégués en Segunda División                | Racing Santander        |
| Relégués en Segunda División                | Real Oviedo             |